# بخش چنارود
بخش چنارود یکی  از بخش‌های تابع شهرستان چادگان در استان اصفهان ایران است.

## پیوستن به استان چهارمحال و بختیاری
در سال های اخیر تلاش های زیادی برای پیوستن این بخش به استان چهارمحال و بختیاری شده زیرا مردم این بخش با مردم استان چهارمحال و بختیاری دارای نژاد فرهنگ و زبان یکسان اند و هم از مرکز استان اصفهان دورند اما به مرکز استان چهارمحال و بختیاری نزدیک ترند.

## تقسیمات کشوری
- بخش چنارود 
  - دهستان چنارود شمالی
  - دهستان چنارود جنوبی

## جمعیت
براساس سرشماری عمومی نفوس و مسکن در سال ۱۳۹۵، جمعیت بخش چنارود برابر با ۱۵،۴۷۹ نفر بوده‌است.